# جوي كلانتون
جوي كلانتون (بالإنجليزية: Joey Clanton)‏ هو شخصية أعمال أمريكي، ولد في 1 نوفمبر 1972 في ستوكبريدج في الولايات المتحدة.

## وصلات خارجية
- الموقع الرسمي
- جوي كلانتون على موقع Racing-Reference.info (الإنجليزية)